# 曹拠
曹 拠（そう きょ、生没年不詳）は、中国三国時代の魏の皇族。本貫は豫州沛国譙県。父は曹操。母は環夫人。同母兄は曹沖、同母弟は曹宇。

## 生涯
後漢代の建安16年（211年）、曹操の領邑15000戸が、子の曹植・曹拠・曹豹に分割され、曹拠は范陽侯に封じられる。建安22年（217年）には宛侯に移った。
異母兄の曹丕が魏の帝位に即いた後の黄初2年（221年）、曹拠の爵位は公に昇る。黄初3年（222年）に章陵王となるが、以降は義陽・彭城・済陰と国替えされる。
黄初5年（224年）、諸王の領邑が県単位まで縮小されることとなり、曹拠は定陶県に改封される。太和6年（232年）、曹叡の時代に入ると、諸王の領邑は郡単位に拡張され、曹拠は彭城王に戻った。
景初元年（237年）、禁制の品物を作らせた罪で領邑2000戸を削られたが、景初3年（239年）には元の領邑に戻される。
嘉平6年（254年）、曹芳が廃位されると、司馬師は曹拠を後継に据えようとしたが、郭皇太后の意見が通り、帝位には曹髦が即いた。
正元・景元年間に何度も加増を受け、領邑は4600戸に昇った。

### 三国志演義
羅貫中の小説『三国志演義』では、司馬師が曹芳を廃位するに先立ち、曹芳の後継者候補として名前のみ挙げられる。

## 子
- 曹琮 - 曹沖の跡を継いだ。魏の平陽公[6]。
- 曹範 - 曹整の跡を継いだ。魏の成武公[7]。
- 曹闡 - 曹範の跡を継いだ[7]。